# Wérou
Wérou est une commune rurale située dans le département de Satiri de la province du Houet dans la région des Hauts-Bassins au Burkina Faso.

## Éducation et santé
Wérou accueille un dispensaire isolé ; le centre de santé et de promotion sociale (CSPS) le plus proche étant celui de Tiarako.